# Всеправославен събор (2016)
Всеправославен събор (с официално име – Свят и Велик Събор на Православната Църква; на гръцки: Αγία και Μεγάλη Σύνοδος της Ορθοδόξου Εκκλησίας) – събор на предстоятелите и представителите на 10 от 14-те взаимнопризнати поместни православни църкви. Провежда се през юни 2016 г. в Колимвари, Крит, Гърция.

## Предистория
Последният всеправославен събор е Йерусалимският, на който над Божи гроб се потвърждава с Изповед на вярата – Символът на вярата, както и решенията на предходния Яшки събор, на който е обявено за ерес учението на вселенския патриарх Кирил Лукарис.
Идеята за свикване на Вселенски събор идва от Вселенската патриаршия още от 60-те години на XIX век във връзка с Българския въпрос и последвалата Българска схизма. На това се противопоставя Руската православна църква и начинанието се проваля, въпреки че само предстоятелите на четирите т.нар. гръцки православни патриаршески църкви по това време (Вселенска, Александрийска, Антиохийска и Йерусалимска), заедно с този на църквата на Гърция, все пак успяват да се обединят поместно и да обвинят българите във филетизъм.
След революциите в Русия през 1917 г. се провежда в Константинопол Всеправославна конференция през 1923 г., която не довежда до никакви последици. Патриарх Константин VII Константинополски предлага да се свика през 1925 г. нов вселенски събор в Йерусалим, но не получава практическа подкрепа от други поместни църкви.
През юни 1930 г. във Ватопедския манастир се провежда подготвителна среща за свикването на такъв събор, но и от тази среща не последват последици.
След края на ВСВ, през 60-те години на XX век и в хода на подготовката на Втори ватикански събор, започват срещи в Православния център на Вселенската патриаршия в Шамбези, Женева, Швейцария за подготовката и нов вселенски събор след последните от XVII век. След промените в Централна и Източна Европа това става напълно реално, обаче Вселенската патриаршия влиза в спор с РПЦ за юрисдикцията над територията на Естония и до 2009 г. на практика нещата са стопирани.

## Предварително решение и подготовка
Първоначално, в съответствие с решението взето на среща на предстоятелите и представителите на поместните православни църкви начело с Вселенския патриарх Вартоломей в периода 6 – 9 март 2014 г. в катедралата Свети Георги се решава да се свика такъв събор от Вселенския патриарх на Константинопол през 2016 г., ако нищо непредвидено не се случи.  За място на събора е определена църквата Света Ирина в Истанбул.  Въпреки това, през януари 2016 г., по настояване на Московската патриаршия, предвид рязкото влошаване на руско-турските отношения заради сваляне на руски Су-24 в Сирия , мястото е преместено за 16 – 27 юни 2016 г. на гръцкия остров Крит. 

## Откази от участие
На 1 юни 2016 г. тон за отказ от участие във вселенския форум дава БПЦ. Официално се изтъква неактуалния и незначим откъм теми дневен ред за такъв форум, както и недостатъчното време за предварителното съгласуване и подготовка му. БПЦ изтъква също като претекст необосновано високите финансови разходи за форума, напомняйки първостепенното значение на Диптиха с оглед историческата значимост и принос на кирилометодиевистиката към световната просвета, култура и цивилизация, т.е. мястото на историческата българска патриаршия трябва да е съгласно канона и предхождащия и исторически акт за това на Църковния събор в Лампсак. 
Решението на БПЦ е последвано от това на Антиохийската патриаршия, още повече че в юрисдикцията на последната бушува гражданска война в Сирия. Официално православните от Сирия изтъкват позицията на БПЦ и тази на РПЦ, вкл. някои нерешени стари спорове с Йерусалимската патриаршия.  На следващия ден и Сръбската православна църква призовава Фенер към здрав разум и отлагане на форума до изглаждане на възникналите противоречия.  На следващия ден, 10 юни 2016 г., и Светият Синод на Грузинската православна църква обявява единодушно отказ от участие във форума по доктринални причини. 

## Провал и реакции
На 13 юни 2016 г. и РПЦ отказва участие във всеправославния форум.  Междувременно се припомня, че и митрополит на Румънската православна църква е призовавал Фенер към благоразумие, за да не се стига до безизходно положение и провал на подобен форум.  Още в хода на форума става безпощадно ясно, че цялото начинание на Фенер е пълен провал.  Първият папа йезуит Франциск призовава на 19 юни 2016 г. всички католици към молитва за успеха на първия от три века и половина всеправославен форум, и за първи път организиран от Фенер.  В предпоследния ден на форума участниците в него получават поздравления от 6000 ЛГБТ младежи с приветствие и напътствие да не забравят и зачитат и техните права като православни християни. 